# Aisea Koliavu

a Compétitions nationales et continentales officielles uniquement.

Dernière mise à jour le 15 avril 2018.
Aisea Koliavu, né le 15 janvier 1991 à Porirua, est un joueur fidjien de rugby à XV qui évolue au poste de troisième ligne aile.

## Biographie
Aisea Koliavu, né d'un père fidjien et d'une mère d'origine fidjienne et tongienne, plus jeune d'une famille de cinq frères, grandit en Nouvelle-Zélande. À l'instar de tous ses frères, il commence la pratique du rugby, dès l'âge de 5 ans, essayant le rugby à XIII avant de se tourner vers le XV.
Il évolue avec le Melbourne RUFC (en),, ainsi qu'au sein du Marist RFC d'Auckland.
Ses prestations à Melbourne pendant la saison 2014-2015 lui permettent d'être repéré par Raphaël Saint-André, alors entraîneur de l'US Dax ; Koliavu n'ayant pas d'agent, il est contacté par l'intermédiaire de son entraîneur, lui-même approché par James Lakepa, recrue d'origine australienne du club landais. Il rejoint alors le club à l'intersaison 2015, en provenance du Marist RFC. Son contrat est officialisé le 21 août, une fois le maintien en Pro D2 du club dacquois acté,. Koliavu manque une grande partie de sa première saison professionnelle, à cause d'une blessure au bras contractée au mois de février,. Il prolonge son contrat d'une saison supplémentaire en 2017.
Après la relégation du club landais en Fédérale 1, il n'est pas conservé au terme de son contrat puis figure dans la liste de Provale des joueurs au chômage,.